# África Proconsular
A África Proconsular (em latim: Africa Proconsularis) foi uma província senatorial do Império Romano criada por Augusto em 27 a.C., a partir da junção de duas províncias já existentes na república, a Africa Nova e a Africa Vetus. Parte de seu território outrora pertenceu aos cartagineses e númidas, povos ali instalados desde meados do século IX a.C. ou mesmo antes. Sob o governo romano passou por um forte processo de difusão da cultura imperial, vindo a se tornar uma das províncias estrangeiras mais desenvolvidas de todo o império durante a pax romana. Desta província, inclusive, ascenderia ao poder em 193 d.C. a dinastia dos Severos, a primeira a reinar sobre o império sem qualquer ascendência romana. A província é formalmente dissolvida no século IV d.C. com as reformas do imperador Diocleciano, sendo por meio destas fragmentada em três províncias menores e autônomas que resistiriam até a época das incursões vândalas sobre o Norte da África, já no século seguinte.

## Africa Vetuse Nova
Quando a cidade de Cartago foi destruída e toda a região de Zeugitana foi submetida a Roma Antiga, no fim da Terceira Guerra Púnica, 146 a.C., seu destruidor, o general Cipião Emiliano, delimitou a fronteira deste novo território cavando a chamada fossa regia (SLIM & FAUQUÉ, 2001). Inicialmente se resumia apenas ao norte da Tunísia, não avançando muito para o interior distante do cabo Bon. Essa nova província recebeu o nome apenas de Africa, e assim permaneceu até que as próximas mudanças significativas nas fronteiras ocorressem.
Em 123 a.C. um projeto proposto pelo senado romano, a Lex Rubria, propunha a criação de uma colônia sobre as cinzas da antiga Cartago, mas a ideia não vingou. Provavelmente pelo fato de Roma, quando conquistava um novo território, fazer questão de ali “conservar o cadáver” (SLIM & FAUQUÉ, 2001, p. 100). O projeto que realmente seria posto em prática para a reconstrução da futura capital da África Proconsular só surgiria com César, quase cem anos mais tarde (RAVEN, 1993).
Mas a Africa logo encontrou oposição, quando o rei númida, Jugurta I, desafiou Roma promovendo um massacre de italianos em Cirta (SALÚSTIO, 1943). Uma guerra de pouco mais de seis anos se arrastou pelas areias da Numídia, culminando com a vitória romana e a prisão de Jugurta. No século seguinte, durante a guerra civil entre Pompeu e Júlio César, outro rei númida, Juba I, se envolveu nos conflitos romanos. Contudo, ao se aliar a Pompeu selou o seu destino: a derrota final veio em 46 a.C., em Thapsus, quando os republicanos perdem dez mil homens, contra apenas supostas cinquenta baixas para César (PLUTARCO, 2001). A glória desta conquista foi vista em Roma, quando em um de seus quatro triunfos exibiu o filho de Juba, Juba II (FREEMAN, 1996). César chamou os novos domínios númidas anexados de Africa Nova. A antiga Africa de Cipião Emiliano, delimitada pela fossa regia, passou a se chamar Africa Vetus, a fim de distingui-la da nova província (RAVEN, 1993). A fusão desses dois territórios promovida por Augusto, em 27 a.C., passaria a se chamar então Africa Proconsularis.

## Pax Romana
Com o inicio do regime imperial, a paz na região somente foi perturbada com revoltas isoladas, como a de Tacfarinas (17 d.C.). Isso possibilitou o desenvolvimento urbanístico da província, com a construção de cidades à moda romana. Nem sempre o modelo da cidade italiana era seguido à risca, vindo a adaptar-se ao ambiente geográfico ou social específico de cada localidade (WHITTAKER, 1993). Estes centros urbanos da África Proconsular eram conhecidos por possuírem a maior concentração de casas de banho do império. A população em geral, rica ou pobre, vivia em relativo conforto sem a escassez de água. As cidades eram arborizadas, as casas eram construídas contra o sol e possuíam ruas estreitas para haver sombra a maior parte do dia. Comércio e justiça se propagavam nos fóruns e basílicas, como os de Leptis Magna. Havia entretenimento para todos os públicos, com a província dispondo de um número considerável de teatros e arenas. Extensos aquedutos e estradas atravessavam a região levando água e mensagens para as cidades da costa. A paz era tamanha que para defender a região (não apenas a África Proconsular, mas também todo o Norte da África) bastava os legionários gauleses da III.ª Augusta, aquartelada ora em Theveste, ora em Amaedara (RAVEN, 1993).
A elite local da África Proconsular em 193 a.C. ascende ao trono imperial com o general Sétimo Severo, dando inicio a dinastia dos Severos. O período foi marcado pela forte atenção recebida pela província, participando ativamente nas decisões do império. A ascendência púnica e berbere de Sétimo o distinguiu dos demais romanos que o antecederam. Uma forte marca disso é sua representação com longos cabelos e barba volumosa, característica que lembra o estereótipo berbere. O reinado de Dioclesiano no século IV d.C., marcado por numerosas reformas cívicas, econômicas e militares, assinalou o fim da grande África Proconsular, fragmentando-a em três territórios menores: Zeugitânia, Bizacena e Tripolitânia (SLIM & FAUQUÉ, 2001).

## Reconquista bizantina
O Império Bizantino reivindicava áreas perdidas pelo Império Romano do Ocidente no século V. Com o pretexto de recuperá-las, o imperador bizantino Justiniano I, em 534, enviou tropas a região para recuperá-las dos vândalos. Em 698, tropas árabes vindas de recentes conquistas na Líbia atacaram a região e puseram um fim total ao domínio romano sobre a África Proconsular — domínio este que existia desde as Guerras Púnicas contra a cidade de Cartago.